# Зауэр, Альфред
Альфред Эрнст Зауэр (нем. Alfred Ernst Sauer; 31 июля 1880, Вюрцбург, Королевство Бавария — 11 ноября 1943, Магнолия-Спрингс, Алабама) — американский фехтовальщик. Участник летних Олимпийских игр 1912 года.

## Биография
Альфред Зауэр родился 31 июля 1880 года в немецком городе Вюрцбург.
В 1891 году вместе с семьёй эмигрировал в США и поселился в штате Иллинойс.
Занимался фехтованием в гимнастическом обществе Чикаго, затем выступал за спортивный клуб Иллинойса. Трижды становился чемпионом США — в 1909 году в фехтовании на саблях, в 1913 году — на шпагах, в 1916 году — на рапирах.
В 1912 году вошёл в состав сборной США на летних Олимпийских играх в Стокгольме. В личном турнире рапиристов занял 4-е место в группе 1/8 финала. В личном турнире шпажистов занял 4-е место в группе 1/8 финала. В личном турнире саблистов без боёв прошёл в четвертьфинальную группу, где поделил 4-5-е места. Также был заявлен в командном турнире шпажистов, но не вышел на старт.
Умер 11 ноября 1943 года в американском городе Магнолия-Спрингс. В соответствии с завещанием был похоронен в костюме фехтовальщика.